# Campionat d'Europa de bàsquet masculí de 1981
L'edició XXII del Campionat d'Europa de bàsquet masculí se celebrà a Txecoslovàquia, del 26 de maig al 5 de juny del 1981, i va comptar amb la participació de 12 seleccions nacionals.

## Grups
Els dotze equips participants foren dividits en dos grups de la forma següent:
| Grup A         | Grup B         |
| -------------- | -------------- |
| Regne Unit     | RFA            |
| França         | Itàlia         |
| Grècia         | Iugoslàvia     |
| Israel         | Polònia        |
| Espanya        | Unió Soviètica |
| Txecoslovàquia | Turquia        |

## Primera fase

### Grup A
| Equip          | J | G | P | T+  | T-  | DT  | PTS |
| -------------- | - | - | - | --- | --- | --- | --- |
| Espanya        | 5 | 5 | 0 | 452 | 362 | +90 | 10  |
| Txecoslovàquia | 5 | 4 | 1 | 393 | 358 | +35 | 9   |
| Israel         | 5 | 3 | 2 | 418 | 396 | +22 | 8   |
| França         | 5 | 2 | 3 | 402 | 409 | -7  | 7   |
| Regne Unit     | 5 | 1 | 4 | 313 | 371 | -58 | 6   |
| Grècia         | 5 | 0 | 5 | 356 | 438 | -82 | 5   |

#### Resultats[2]
| Data     | Partit         | Partit | Partit         | Resultat |
| -------- | -------------- | ------ | -------------- | -------- |
| 26.05.81 | Israel         | -      | Regne Unit     | 82-74    |
| 26.05.81 | Grècia         | -      | Txecoslovàquia | 70-95    |
| 26.05.81 | Espanya        | -      | França         | 102-93   |
| 27.05.81 | Grècia         | -      | França         | 81-86    |
| 27.05.81 | Espanya        | -      | Israel         | 89-81    |
| 27.05.81 | Txecoslovàquia | -      | Regne Unit     | 71-62    |
| 28.05.81 | Regne Unit     | -      | Grècia         | 64-62    |
| 28.05.81 | Espanya        | -      | Txecoslovàquia | 72-69    |
| 28.05.81 | Israel         | -      | França         | 88-76    |
| 29.05.81 | Espanya        | -      | Regne Unit     | 78-47    |
| 29.05.81 | Txecoslovàquia | -      | França         | 72-69    |
| 29.05.81 | Israel         | -      | Grècia         | 82-71    |
| 30.05.81 | Txecoslovàquia | -      | Israel         | 86-85    |
| 30.05.81 | Espanya        | -      | Grècia         | 111-72   |
| 30.05.81 | França         | -      | Regne Unit     | 78-66    |

Tots els partits es disputaren a Bratislava

### Grup B
| Equip          | J | G | P | T+  | T-  | DT   | PTS |
| -------------- | - | - | - | --- | --- | ---- | --- |
| Unió Soviètica | 5 | 5 | 0 | 489 | 377 | +112 | 10  |
| Iugoslàvia     | 5 | 4 | 1 | 489 | 439 | +50  | 9   |
| Itàlia         | 5 | 3 | 2 | 418 | 407 | +11  | 8   |
| Polònia        | 5 | 2 | 3 | 429 | 429 | 0    | 7   |
| RFA            | 5 | 1 | 4 | 334 | 395 | -61  | 6   |
| Turquia        | 5 | 0 | 5 | 346 | 358 | -112 | 5   |

| Data     | Partit         | Partit | Partit     | Resultat |
| -------- | -------------- | ------ | ---------- | -------- |
| 26.05.81 | RFA            | -      | Turquia    | 66-51    |
| 26.05.81 | Unió Soviètica | -      | Polònia    | 101-89   |
| 26.05.81 | Iugoslàvia     | -      | Itàlia     | 99-88    |
| 27.05.81 | Unió Soviètica | -      | RFA        | 86-54    |
| 27.05.81 | Iugoslàvia     | -      | Polònia    | 92-89    |
| 27.05.81 | Itàlia         | -      | Turquia    | 94-73    |
| 28.05.81 | Iugoslàvia     | -      | Turquia    | 112-68   |
| 28.05.81 | Polònia        | -      | RFA        | 81-71    |
| 28.05.81 | Unió Soviètica | -      | Itàlia     | 97-67    |
| 29.05.81 | Unió Soviètica | -      | Turquia    | 97-79    |
| 29.05.81 | Itàlia         | -      | Polònia    | 90-81    |
| 29.05.81 | Iugoslàvia     | -      | RFA        | 98-86    |
| 30.05.81 | Itàlia         | -      | RFA        | 79-57    |
| 30.05.81 | Polònia        | -      | Turquia    | 89-75    |
| 30.05.81 | Unió Soviètica | -      | Iugoslàvia | 108-88   |

Tots els partits es disputaren a Havířov

## Fase final

### Grup de consolació
| Equip      | J | G | P | T+  | T-  | DT  | PTS |
| ---------- | - | - | - | --- | --- | --- | --- |
| Polònia    | 5 | 5 | 0 | 453 | 386 | +67 | 10  |
| França     | 5 | 4 | 1 | 407 | 379 | +28 | 9   |
| Grècia     | 5 | 2 | 3 | 364 | 370 | -6  | 7   |
| RFA        | 5 | 2 | 3 | 339 | 344 | -5  | 7   |
| Turquia    | 5 | 1 | 4 | 313 | 354 | -41 | 6   |
| Regne Unit | 5 | 1 | 4 | 317 | 360 | -43 | 6   |

#### Resultats
| Data     | Partit     | Partit | Partit     | Resultat |
| -------- | ---------- | ------ | ---------- | -------- |
| 01.06.81 | Grècia     | -      | Polònia    | 78-89    |
| 01.06.81 | França     | -      | Turquia    | 67-60    |
| 02.06.81 | França     | -      | Polònia    | 93-102   |
| 02.06.81 | Regne Unit | -      | RFA        | 58-65    |
| 03.06.81 | Turquia    | -      | Grècia     | 64-72    |
| 03.06.81 | França     | -      | RFA        | 83-70    |
| 04.06.81 | Polònia    | -      | Regne Unit | 92-69    |
| 04.06.81 | Grècia     | -      | RFA        | 71-67    |
| 05.06.81 | Regne Unit | -      | Turquia    | 60-63    |

### Grup final
| Equip          | J | G | P | T+  | T-  | DT   | PTS |
| -------------- | - | - | - | --- | --- | ---- | --- |
| Unió Soviètica | 5 | 5 | 0 | 537 | 424 | +113 | 10  |
| Iugoslàvia     | 5 | 4 | 1 | 479 | 441 | +38  | 9   |
| Espanya        | 5 | 3 | 2 | 421 | 441 | -20  | 8   |
| Txecoslovàquia | 5 | 2 | 3 | 425 | 445 | -20  | 7   |
| Itàlia         | 5 | 1 | 4 | 440 | 481 | -41  | 6   |
| Israel         | 5 | 0 | 5 | 435 | 505 | -70  | 5   |

| Data     | Partit         | Partit | Partit         | Resultat |
| -------- | -------------- | ------ | -------------- | -------- |
| 01.06.81 | Israel         | -      | Iugoslàvia     | 87-102   |
| 01.06.81 | Txecoslovàquia | -      | Unió Soviètica | 84-110   |
| 01.06.81 | Espanya        | -      | Itàlia         | 87-86    |
| 02.06.81 | Itàlia         | -      | Txecoslovàquia | 83-100   |
| 02.06.81 | Espanya        | -      | Unió Soviètica | 101-110  |
| 03.06.81 | Espanya        | -      | Iugoslàvia     | 72-95    |
| 03.06.81 | Unió Soviètica | -      | Israel         | 112-84   |
| 04.06.81 | Iugoslàvia     | -      | Txecoslovàquia | 95-86    |
| 04.06.81 | Israel         | -      | Itàlia         | 98-116   |

Tots els partits es disputaren a Praga

### Eliminatòries del 1r al 4t lloc

#### Final de consolació
| Data     | Partit  | Partit | Partit         | Resultat |
| -------- | ------- | ------ | -------------- | -------- |
| 05.06.81 | Espanya | -      | Txecoslovàquia | 90-101   |

### Final
| Data     | Partit         | Partit | Partit     | Resultat |
| -------- | -------------- | ------ | ---------- | -------- |
| 05.06.81 | Unió Soviètica | -      | Iugoslàvia | 84-67    |

## Medaller
|                |            |                |
| Unió Soviètica | Iugoslàvia | Txecoslovàquia |

## Classificació final[3]
| 1. - Unió Soviètica |
| 2. - Iugoslàvia     |
| 3. - Txecoslovàquia |
| 4. - Espanya        |
| 5. - Itàlia         |
| 6. - Israel         |
| 7. - Polònia        |
| 8. - França         |
| 9. - Grècia         |
| 10. - RFA           |
| 11. - Turquia       |
| 12. - Regne Unit    |

## Trofeus individuals

### Millor jugador (MVP)[4]
| MVP                           |
| Unió Soviètica Valdis Valters |

### Màxims anotadors del campionat
|   | Jugador                      | Punts per partit | Punts | Partits jugats |
| - | ---------------------------- | ---------------- | ----- | -------------- |
| 1 | Polònia Mieczyslaw Mlynarski | 22,9             | 183   | 8              |
| 2 | Israel Mickey Berkowitz      | 21,1             | 169   | 8              |
| 3 | Grècia Nikos Gallis          | 19,9             | 159   | 8              |
| 4 | Polònia Eugeniusz Kijewski   | 19,0             | 152   | 8              |
| 5 | Iugoslàvia Dragan Kicanovic  | 20,6             | 168   | 9              |

## Plantilla dels 4 primers classificats
Medalla d'or:: Unió Soviètica Valdis Valters, Anatoly Myshkin, Vladimir Tkachenko, Sergejus Jovaisa, Aleksander Belostenny, Stanislav Eremin, Sergei Tarakanov, Andrei Lopatov, Nikolai Derugin, Aleksander Salnikov, Gennadi Kapustin, Nikolai Fesenko (Entrenador: Alexander Gomelsky)
Medalla d'argent Iugoslàvia Krešimir Ćosić, Drazen Dalipagic, Mirza Delibašić, Dragan Kićanović, Andro Knego, Peter Vilfan, Predrag Benacek, Ratko Radovanovic, Boban Petrovic, Branko Skroce, Zeljko Poljak, Petar Popović (Entrenador: Bogdan Tanjevic)
Medalla de bronze: Txecoslovàquia Kamil Brabenec, Stanislav Kropilak, Zdenek Kos, Vlastimil Klimes, Vojtech Petr, Vlastimil Havlik, Jaroslav Skala, Juraj Zuffa, Peter Rajniak, Zdenek Bohm, Justin Sedlak, Gustav Hraska (Entrenador: Pavel Petera)
Quart lloc: Espanya Juan Antonio Corbalán, Juan Antonio San Epifanio, Wayne Brabender, Fernando Martin, Chicho Sibilio, Manuel Flores, Nacho Solozabal, Rafael Rullán, Juan Domingo de la Cruz, Joaquim Costa, Josep Maria Margall, Fernando Romay (Entrenador: Antonio Diaz Miguel)